# Diocèse de Condom
Le diocèse de Condom (en latin : Dioecesis Condomiensis) est un ancien diocèse de l'Église catholique en France.

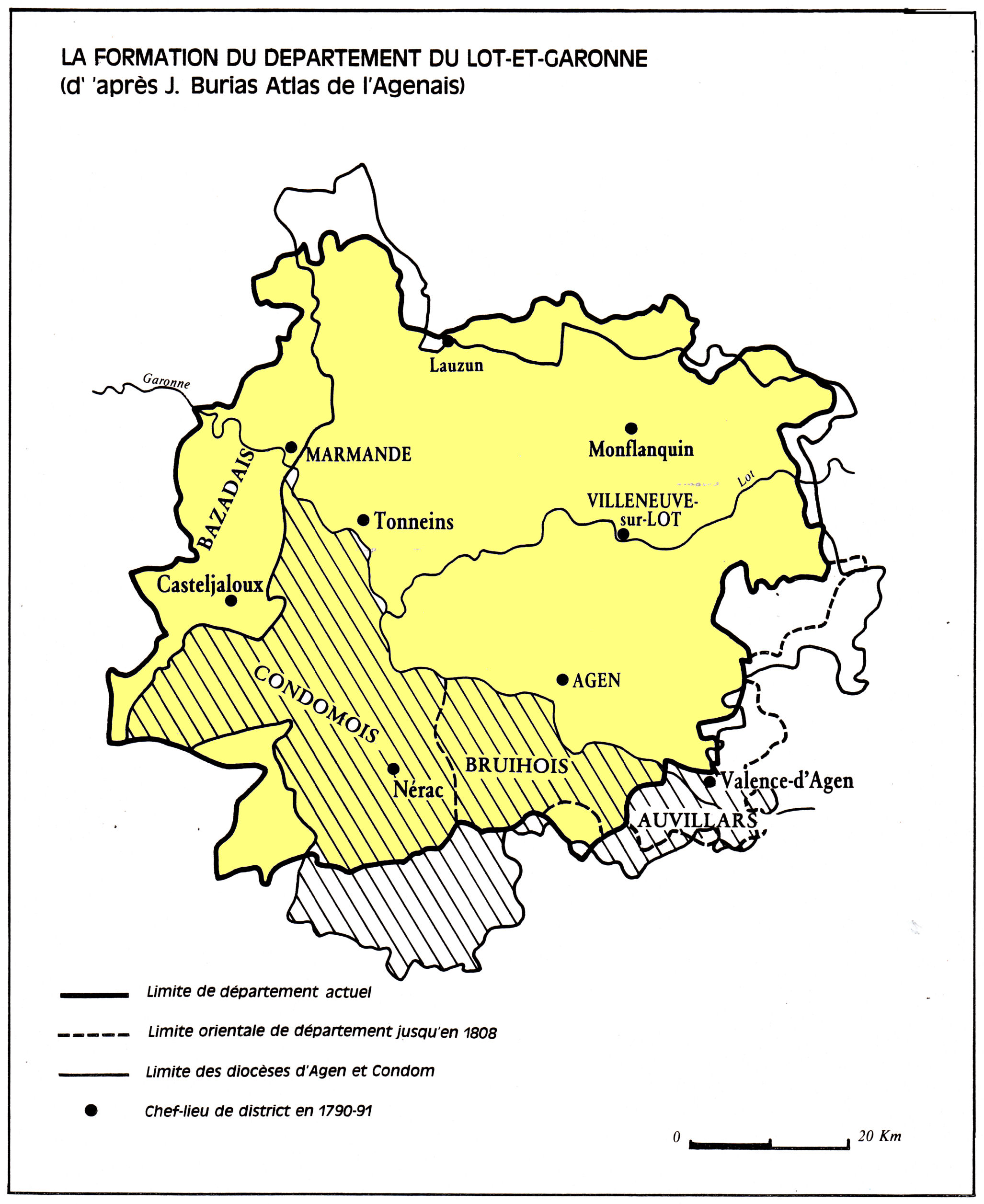
La formation du département de Lot-et-Garonne et les limites des diocèses d'Agen, Condom et Bazas

## Géographie
Ancien diocèse situé en Gascogne au sud-ouest de la France à une trentaine de kilomètres au sud sud-ouest d'Agen et une vingtaine de kilomètres au nord nord-ouest d'Auch centré autour de la ville de Condom dans le département du Gers en Condomois.

## Historique
Le diocèse est créé le 13 août 1317, par la bulle Salvator noster du pape Jean XXII, à partir du diocèse d'Agen.
L'église cathédrale était Saint-Pierre de Condom.
L'évêque était suffragant de l'archevêque métropolitain de Bordeaux.
Il est supprimé par la Constitution civile du clergé ainsi que par le Concordat de 1801.